# Боторань
Боторань, Боторані (рум. Botorani) — село у повіті Вилча в Румунії. Входить до складу комуни Мечука.
Село розташоване на відстані 166 км на захід від Бухареста, 47 км на південний захід від Римніку-Вилчі, 50 км на північ від Крайови.

## Населення
За даними перепису населення 2002 року у селі проживала 591 особа, з них 590 осіб (99,8%) румунів. Рідною мовою 590 осіб (99,8%) назвали румунську.